# Olivier Le Gac
Pour les articles homonymes, voir Le Gac.
Olivier Le Gac, né le 27 août 1993 à Brest, est un coureur cycliste français, membre de l'équipe Groupama-FDJ. En 2010, il est devenu champion du monde sur route juniors à Offida en Italie.

## Biographie

### Débuts cyclistes et carrière chez les amateurs
Durant son enfance, il pratique l'athlétisme (cross-country), le football et le cyclisme à partir de 2006. Il participe à ses premières courses en minime, tout en faisant du foot en parallèle. Il se consacre uniquement au vélo, à partir de 2010, pour sa première année chez les juniors. 
En 2010, alors qu'il évolue au Vélo Sport de Plabennec, sur  piste il décroche le titre de champion de France de poursuite par équipes juniors avec la Bretagne.
En mai, seulement junior première année âgé de 16 ans, il se révèle aux yeux des observateurs du cyclisme breton en remportant en solitaire sa première épreuve amateur toutes catégories (1, 2, 3 et juniors) lors d'une manche du Trophée Aven-Moros à Clohars-Carnoët l'opposant à quelques-uns des meilleurs amateurs de la région. En juillet, il gagne le GP Général Patton. En août, il participe au championnat du monde sur route juniors. Lors de la course, il s'échappe à un tour et demi de l'arrivée avec trois autres coureurs. Le Gac les attaque dans la partie la plus difficile. Il résiste ensuite au retour du peloton pour devenir champion du monde, malgré un saut de chaîne à 800 mètres de la ligne. Il prend par la suite la douzième place du championnat de France sur route. Début septembre, il remporte de la même façon une étape de la Ronde Finistérienne à Châteaulin. Il s'adjuge en septembre le classement final du Challenge National juniors et remporte le Vélo d'or français dans la catégorie juniors pour la saison 2010. Sur route, en quatre jours de courses avec la sélection française juniors, il totalise trois victoires : la première étape et le classement général du GP Général Patton et le championnat du monde sur route juniors. Il a également participé au championnat d'Europe juniors.

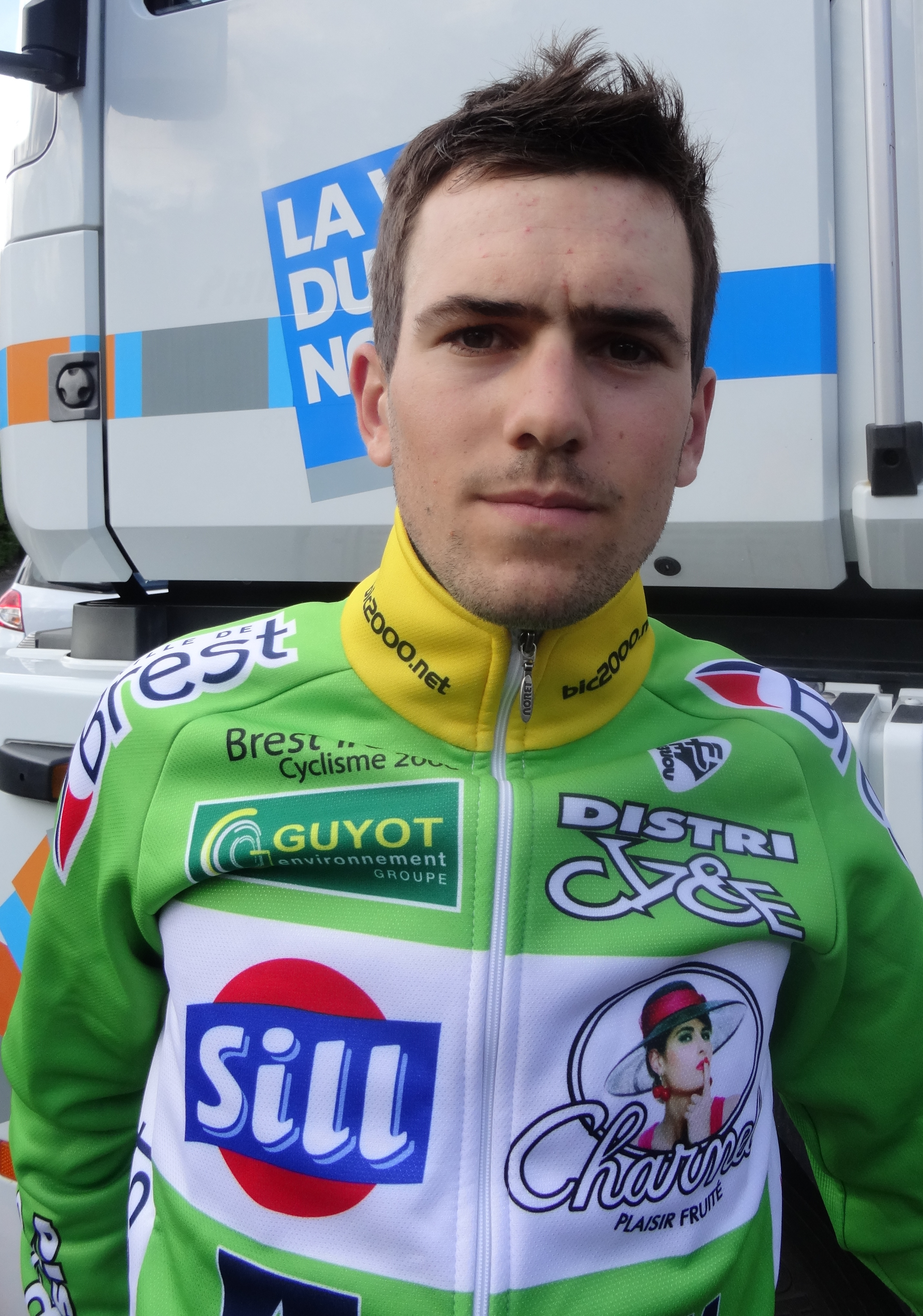
Olivier Le Gac sous les couleurs de BIC 2000 lors du départ de la 1re étape du Paris-Arras Tour 2014 à Lens.

En 2011, il termine deuxième du championnat d'Europe sur route derrière son coéquipier Pierre-Henri Lecuisinier,. Il remporte pour la deuxième année consécutive le Challenge National juniors. Il intéresse l'équipe professionnelle française FDJ, avec laquelle il prépare le Paris-Roubaix juniors en début d'année. En 2012, il intègre la fondation FDJ, qui permet à des coureurs amateurs de bénéficier d'une bourse, de la fourniture de matériel, et de participer à des stages avec les coureurs de l'équipe professionnelle.

### Carrière professionnelle
En août 2013, il intègre, en tant que stagiaire, l'équipe FDJ.fr avec laquelle il signe un contrat professionnel le liant pour deux ans et demi le mois suivant. Il ne rejoint cependant le groupe professionnel qu'en août 2014 et commence cette année avec l'équipe BIC 2000. Avec FDJ.fr, il est notamment deuxième du Tour de Vendée et découvre le niveau UCI World Tour en participant au Tour de Pékin.
À l'intersaison, il participe notamment à un stage en Espagne et reprend la compétition en janvier 2015. Pour ce qui correspond à sa première année complète comme professionnel, il a comme objectifs d'« apprendre » tout en ayant le rôle d'équipier. Lors du Tour Down Under qui marque le début de sa saison, il chute lors de la quatrième étape et ne repart pas le lendemain. Dans la suite de sa saison, il participe pour la première fois aux classiques ardennaises ou des courses World Tour telles que le Tour de Catalogne ou le Tour de Pologne. Il découvre également les grands tours. Initialement prévu sur le Tour d'Italie, il demande à ne pas y participer puis termine en septembre le Tour d'Espagne. Sa saison s'arrête après un abandon sur l'Eurométropole Tour. Il subit ensuite une intervention chirurgicale à une clavicule durant l'intersaison.
En juin 2016, son contrat avec l'équipe FDJ est étendu jusqu'en fin d'année 2018.
En juillet 2017, Le Gac participe à son premier Tour de France, en tant que coéquipier d'Arnaud Démare. En septembre, il fait partie de la sélection française pour la course en ligne des championnats du monde de Bergen.
En mai 2018, il attaque dans le dernier kilomètre et remporte la dernière étape des Quatre jours de Dunkerque, sa première victoire chez les professionnels. Il se classe septième de la Bretagne Classic au mois d'août.
Fin juillet 2019, il est sélectionné pour représenter la France aux championnats d'Europe de cyclisme sur route en compagnie d'Arnaud Démare.
En août 2020, il est sélectionné en équipe de France pour le championnat d'Europe disputé à Plouay. Le chef de file de la sélection est Arnaud Démare.
En septembre 2022, son équipe annonce l'extension de son contrat jusqu'en fin d'année 2024.

## Caractéristiques
Le Gac déclare se considérer en octobre 2015 comme un puncheur. Selon lui, les parcours montagneux sont ceux qui lui sont les plus défavorables.

## Palmarès, résultats et classements sur route

### Palmarès amateur
- 2010

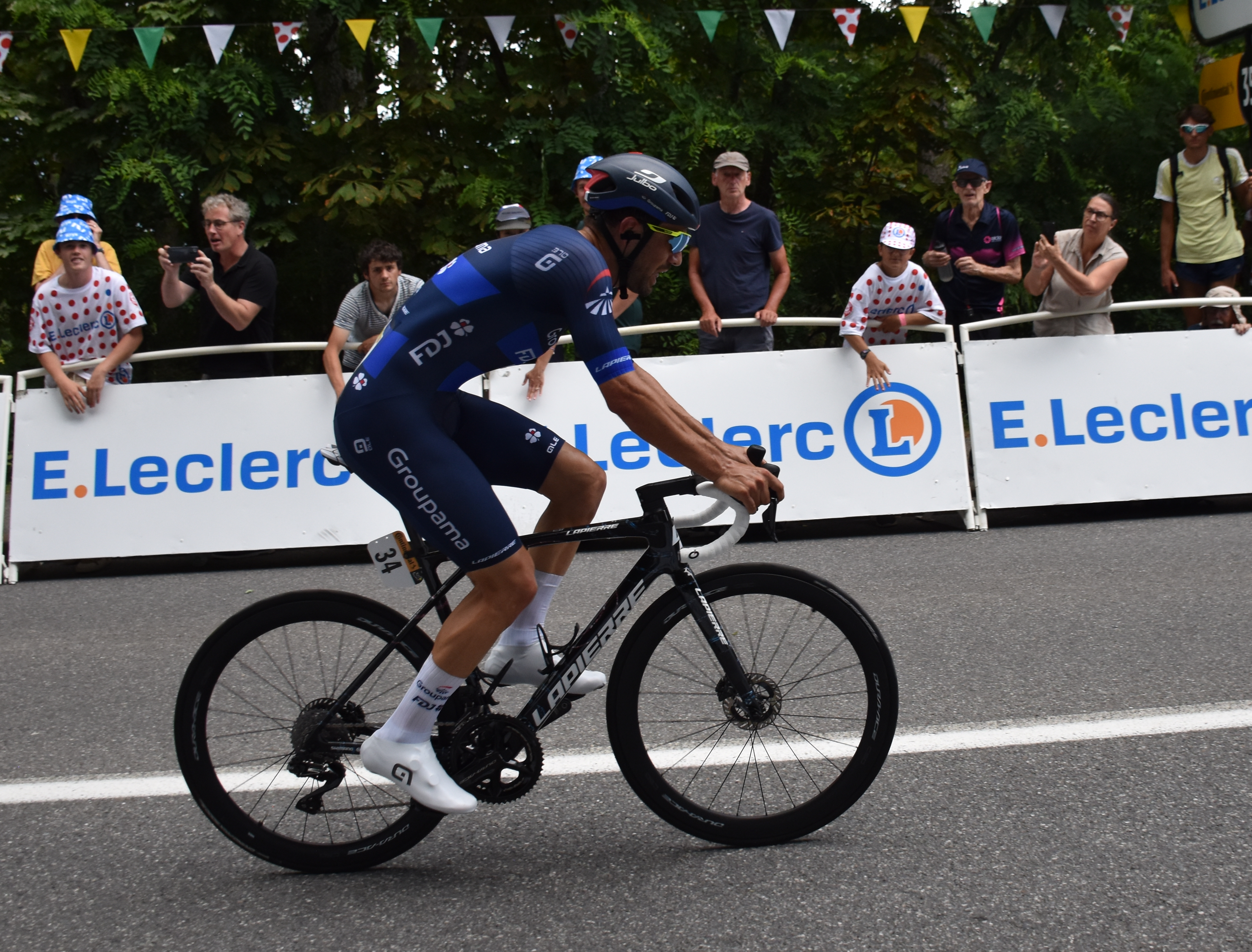
Olivier Le Gac - Tour de France 2023 - Contre la montre individuel.

  -  Champion du monde sur route juniors
  - Champion du Finistère sur route juniors
  - Challenge National juniors
  - 3e étape du Trophée Aven-Moros
  - Trophée Sébaco :
    - Classement général
    - 1re (contre-la-montre) et 2e étapes

  - Boucles du Canton de Trélon
  - Grand Prix Général Patton :
    - Classement général
    - 1re étape

  - 3e de la Ronde du Printemps
  - 3e du Trophée Centre Morbihan
- 2011
  - Challenge National juniors
  - 3e étape du Trophée Aven-Moros
  - Trophée Sébaco :
    - Classement général
    - 1re étape (contre-la-montre)

  - 2e étape du Trophée Centre Morbihan
  - 5e épreuve de la Ronde Finistérienne
  - 2ea étape de Liège-La Gleize (contre-la-montre par équipes)
  - Flèche Plédranaise
  - 2e des Boucles de Seine-et-Marne
  -  Médaillé d'argent du championnat d'Europe sur route juniors
  - 2e du Trophée Centre Morbihan
  - 3e de la Course de la Paix juniors
  - 3e du championnat de France du contre-la-montre juniors
  - 7e du championnat d'Europe du contre-la-montre juniors

- 2012
  - Circuit du Morbihan
  - Circuit de Printemps

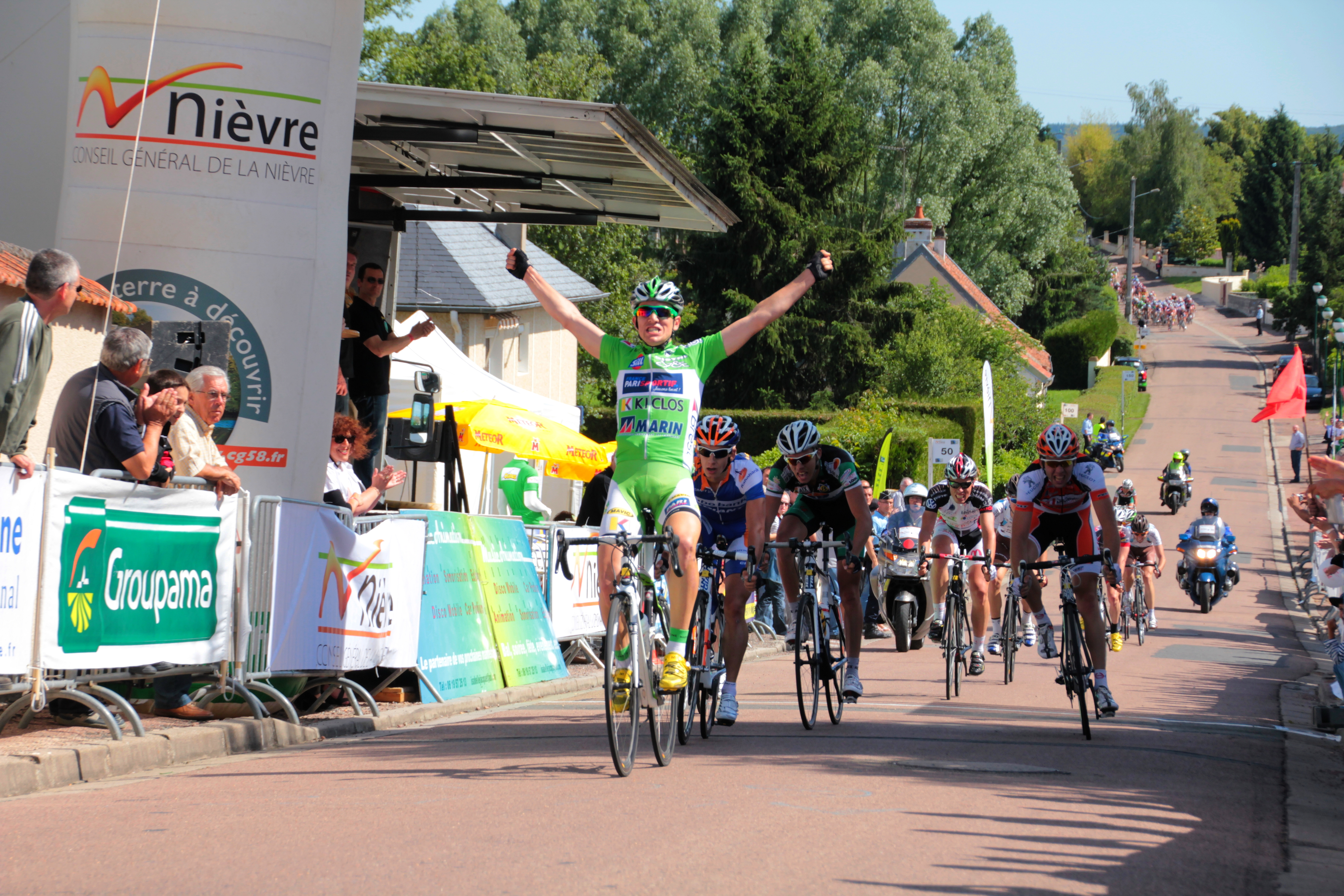
Victoire d'Olivier Le Gac sur la première étape du Tour Nivernais Morvan 2012

  - 1re étape du Tour Nivernais Morvan
  - 6e étape du Trophée Aven-Moros
  - 3e de La Gainsbarre
  - 3e du championnat de France sur route amateurs
- 2013
  - Boucles de l'Essor
  - Tour du Pays du Roumois
  - 2e de Paris-Connerré
  - 3e de la Route bretonne
  - 3e de Paris-Tours espoirs
  - 6e du championnat d'Europe sur route espoirs
- 2014
  - Grand Prix de Brest
  - 4e étape du Tour de Mareuil-Verteillac-Ribérac
  - Tour de la Creuse :
    - Classement général
    - 1re étape

  - 5e épreuve de la Ronde finistérienne

### Palmarès professionnel
- 2014
  - 2e du Tour de Vendée
- 2018
  - 6e étape des Quatre Jours de Dunkerque
  - 7e de la Bretagne Classic

### Résultats sur les grands tours

#### Tour de France
4 participations
- 2017 : 158e
- 2018 : 127e
- 2022 : 88e
- 2023 : 131e

#### Tour d'Italie
3 participations
- 2016 : 133e
- 2019 : 112e
- 2024 : 133e

#### Tour d'Espagne
3 participations
- 2015 : 120e
- 2020 : 68e
- 2021 : 76e

### Classements mondiaux
| Année                                 | 2013 | 2014 | 2015 | 2016  | 2017 | 2018 | 2019  | 2020 | 2021 | 2022 | 2023 |
| ------------------------------------- | ---- | ---- | ---- | ----- | ---- | ---- | ----- | ---- | ---- | ---- | ---- |
| UCI World Tour                        |      |      | nc   | nc    | 348e | 166e |       |      |      |      |      |
| Classement mondial                    |      |      |      | 2193e | 879e | 363e | 1826e | 558e | 428e | 564e | 537e |
| UCI Europe Tour                       | 433e | nc   |      | 1455e | 667e | 470e | 1201e | 455e | 354e | 439e | nc   |
|                                       |      |      |      |       |      |      |       |      |      |      |      |
| Légende : nc = non classéSource : UCI |      |      |      |       |      |      |       |      |      |      |      |

## Palmarès sur piste

### Championnats de France
- 2010
  -  Champion de France de poursuite par équipes juniors (avec Geoffrey Millour, Nicolas Janvier et Romain Le Roux)
- 2011
  - 2e du championnat de France de poursuite juniors
  - 2e du championnat de France de poursuite par équipes juniors

### Championnats de Bretagne
- 2010
  -  Champion de Bretagne de poursuite individuelle juniors

## Distinctions
- Vélo d'or Juniors : 2010